# Грандвілл (Мічиган)
Грандвілл (англ. Grandville) — місто (англ. city) в США, в окрузі Кент штату Мічиган. Населення — 16 083 особи (2020).

## Географія
Грандвілл розташований за координатами 42°54′2″ пн. ш. 85°45′8″ зх. д. / 42.90056° пн. ш. 85.75222° зх. д. (42.900514, -85.752086).  За даними Бюро перепису населення США в 2010 році місто мало площу 19,87 км², з яких 18,84 км² — суходіл та 1,03 км² — водойми.

## Демографія
Згідно з переписом 2010 року, у місті мешкало 15 378 осіб у 5982 домогосподарствах у складі 4160 родин. Густота населення становила 774 особи/км².  Було 6276 помешкань (316/км²).
Расовий склад населення:
| - 92,0 % — білих - 2,2 % — чорних або афроамериканців - 1,5 % — азіатів - 0,2 % — корінних американців - 1,8 % — осіб інших рас |

До двох чи більше рас належало 2,4 %. Частка іспаномовних становила 6,2 % від усіх жителів.
За віковим діапазоном населення розподілялося таким чином: 24,8 % — особи молодші 18 років, 60,6 % — особи у віці 18—64 років, 14,6 % — особи у віці 65 років та старші. Медіана віку мешканця становила 36,3 року. На 100 осіб жіночої статі у місті припадало 93,6 чоловіків;  на 100 жінок у віці від 18 років та старших — 91,8 чоловіків також старших 18 років.
Середній дохід на одне домашнє господарство  становив 66 307 доларів США (медіана — 53 572), а середній дохід на одну сім'ю — 80 141 долар (медіана — 67 273). Медіана доходів становила 50 182 долари для чоловіків та 37 110 доларів для жінок. За межею бідності перебувало 8,0 % осіб, у тому числі 8,2 % дітей у віці до 18 років та 5,0 % осіб у віці 65 років та старших.
Цивільне працевлаштоване населення становило 7870 осіб. Основні галузі зайнятості: освіта, охорона здоров'я та соціальна допомога — 24,8 %, виробництво — 20,7 %, роздрібна торгівля — 12,0 %, мистецтво, розваги та відпочинок — 8,6 %.